# アンテイア

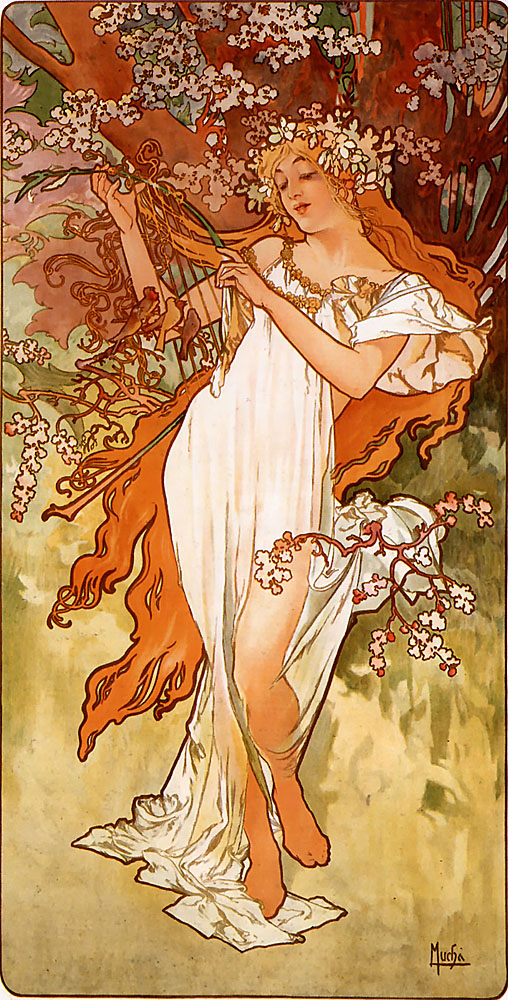
春（アルフォンス・ミュシャ, 1896）

アンテイア（古代ギリシア語: Ἀνθεία, Antheia）は、ギリシア神話に登場する花と花冠の女神で、カリテス（グラティア）のうちの一柱とされる。また、ホメーロス作品ではステネボイアに相当する人物がアンテイアの名で呼ばれている。
アンテイアの名は、「花」あるいは「開花」を意味する古代ギリシア語の「ἄνθος」に由来する。シンボルは黄金色の持ち物であった。アンテイアはクレーテー島を中心に崇拝された。アンテイアの名はまたヘーラーにも与えられホーラーとも関連し、それらを元にアルゴスにはアンテイアの神殿が存在した。また、クノーソスにおいてはアプロディーテーの別名でもあった。アンテイアは草木、庭園、開花の女神で、特に春の低地や沼地の周辺で崇拝され、植物の成長を司った。また、愛の女神でもあった。
現代ではブルガリアの一部であるソゾポルは古代ギリシアではアンテイアと呼ばれていた。これとは別に、紀元前1000年頃、パトラに編入されたアンテイアという村も存在した。